# Léon Despontin
Léon Despontin (6 de julho de 1888, Marche-les-Dames - 7 de agosto de 1972, Mozet) foi um ciclista profissional belga. Atuou profissionalmente entre 1914-1928.

## Premiações
- 1921
  - sétimo colocado na classificação geral do Tour de France
- 1922
  - sétimo colocado na classificação geral do Tour de France